# Van Buren (Maine)
Van Buren es un pueblo ubicado en el condado de Aroostook en el estado estadounidense de Maine. En el Censo de 2015 tenía una población de 2.563 habitantes y una densidad poblacional de 27,04 personas por km².

## Geografía
Van Buren se encuentra ubicado en las coordenadas 47°10′50″N 68°0′30″O / 47.18056, -68.00833. Según la Oficina del Censo de los Estados Unidos, Van Buren tiene una superficie total de 90.31 km², de la cual 87.5 km² corresponden a tierra firme y (3.1%) 2.8 km² es agua.

## Clima
Según la Clasificación Climática de Köppen, Van Buren posee un clima continental, influenciado por los vientos del norte de Canadá, traen vientos fríos y heladas del Polo Norte. El invierno dura 6 meses (de noviembre a abril), donde la temperatura media ronda los -11 °C. El verano es suave, oscilando alrededor de los 21 °C con algunas lluvias en los meses de julio y agosto que no superan los 120 mm. Las nevadas son frecuentes pero no abundantes.

## Demografía
Según el censo de 2010, había 2.171 personas residiendo en Van Buren. La densidad de población era de 24,04 hab./km². De los 2.171 habitantes, Van Buren estaba compuesto por el 96.87% blancos, el 0.28% eran afroamericanos, el 0.37% eran amerindios, el 0.09% eran asiáticos, el 0% eran isleños del Pacífico, el 0.28% eran de otras razas y el 2.12% pertenecían a dos o más razas. Del total de la población el 0.6% eran hispanos o latinos de cualquier raza.